# 米歇尔·乔托迪亚
米歇尔·昂-农多克罗·乔托迪亚（法語：Michel Am-Nondokro Djotodia；1949年—）是中非共和国政治和军事人物，曾經為反政府武装的领导人，在2004年至2007年中非共和国内战和2012年12月的叛乱中领导反政府武装，2013年2月与政府达成和平协议后出任负责国防事务的政府第一副总理，不久再度叛乱，同年3月24日将时任总统弗朗索瓦·博齐泽赶出首都班吉，自立为中非共和国总统。喬托迪亞是該國第一位穆斯林總統，取得政權後國家陷入基督教徒與穆斯林之間的族群衝突，於2014年1月10日宣佈辭職。

## 早年生涯与叛乱
乔托迪亚出生于时为法国殖民地的乌班吉沙立（属法属赤道非洲，今中非共和国）东北部瓦卡加省的一个小镇上。虽然中非大多数人是基督徒，他却是一名穆斯林。他在苏联留学就读于卢蒙巴人民友谊大学（现在的俄罗斯人民友谊大学），能说一口流利的俄语。据报道他在苏联居住了10年，并在苏结婚生子。回到家乡瓦卡加省后，他已经成为一名受过良好教育、能说多种语言的知识分子，备受尊敬。不过早年的他在他家乡以外的地区仍旧默默无闻。
乔托迪亚回国后成为一名公务员，后为外交官，曾任中非驻苏丹共和国城市尼亚拉的领事。在中非共和国内战中，他担任反政府武装的领导人，是争取团结民主力量联盟主席和解放中非共和国爱国行动小组组长。
内战期间，乔托迪亚避居邻国贝宁共和国经济首都科托努。2006年11月20日，在弗朗索瓦·博齐泽政府的授意下，贝宁武装部队未经审判就逮捕了他和他的发言人阿巴卡尔·萨邦。他们同意参加与中非共和国政府的和谈后，于2008年2月获释。

## 2012年至今
乔托迪亚是2012年12月再度发动叛乱的反政府武装联盟塞雷卡的核心领导人，塞雷卡主要由穆斯林組成，當中許多人是來自乍得和蘇丹的僱傭兵。他们在短时间内成功地控制了中非全国的大片地区。2013年1月9日，乔托迪亚与博齐泽总统开始在加蓬首都利伯维尔举行和谈。1月11日双方达成停火协议，博齐泽同意与反对派和叛军分享权力，任命一名反对派人士为总理，并吸收叛军人士进入政府。和平协议达成后，同年2月3日，来自反对派的尼古拉·蒂昂盖伊出任总理，组成一个囊括博齐泽支持者、反对派和叛军人士的民族团结政府。乔托迪亚在民族团结政府中担任负责国防事务的第一副总理要职。
2013年3月17日，反政府武装联盟塞雷卡邀请包括乔托迪亚在内的5位已加入联合政府的塞雷卡人员前往锡布市商谈和平事宜，但商谈没有达成一致，遂将五人扣留，并指责博齐泽总统没有信守承诺，遂撕毁和平协议，再次攻城掠地。叛军拥着包括乔托迪亚在内的5位政府成员向首都班吉进发，而乔托迪亚对此辩解说，这是叛军士兵而不是他自己做出的决定。尽管如此，叛军还是于3月24日攻占了首都和总统府，博齐泽总统逃往邻国刚果民主共和国，乔托迪亚遂自立为中非共和国总统。
乔托迪亚在占领首都后表示，他将继续遵守与前政府在利伯维尔达成的和平协议，保留尼古拉·蒂昂盖伊的政府总理之位，并将在三年内举行自由公平的选举。3月25日，乔托迪亚宣布暂停宪法实施，并解散政府和议会，今后将自行颁布政令统治国家，直到三年后民选政府产生。3月28日，中非军事与警察机构的首长们会见了乔托迪亚，承认了他的总统地位。3月31日，蒂昂盖伊总理领导的新政府成立，乔托迪亚兼任国防部长。
但在4月3日，中部非洲经济共同体成员国领导人在乍得首都恩贾梅纳举行会议，拒绝承认乔托迪亚的总统地位，同时提出建议，要求中非成立一个包容性的过渡委员会，并在18个月内举行新的选举，而非乔托迪亚所说的三年内。4月4日，中非新闻部长克里斯托夫·加扎姆·贝蒂说乔托迪亚已经接受了中非经共体领导人的建议，但他同时称如果过渡委员会选举乔托迪亚为总统，他将继续掌权。作为回应，乔托迪亚于4月6日签署总统令，宣布成立一个过渡委员会，它将作为临时议会，选举临时总统领导为期18个月的过渡期直到举行新选举。
2013年4月13日，由105人组成的过渡委员会举行首次会议，在没有其他候选人的情况下很快选举乔托迪亚为临时总统。乔托迪亚在当选后承诺，18个月的过渡期结束后他将不参加总统选举。
新政府未能制止塞雷卡成員對基督教徒平民的暴行，導致基督教徒組織民兵反抗及襲擊穆斯林報復。2013年12月，基督教徒民兵「反巴拉卡」攻擊首都班吉。至2014年1月，已有超過1000人在族群衝突中被殺，接近100萬人逃離家園避難。2014年1月10日，喬托迪亞與總理蒂昂蓋伊宣佈辭職。

## 延伸閱讀
- UN Integrated Regional Information Networks. . Bangui, CAR. 2006-11-02  [2012-12-29]. （原始内容存档于2013-10-14）.
- Debos, Marielle. . African Affairs. 2008-04-01, 107 (427): 225–241  [2012-12-29]. ISSN 0001-9909. doi:10.2307/27667022. （原始内容存档于2021-02-02）.
- Mehler, Andreas. . Melber, Henning; Walraven, Klaas  (编). . Brill. 2007-10-31. ISBN 9789004162631.
- Mehler, Andreas. . The Journal of Modern African Studies. 2011-03-01, 49 (1): 115–139  [2012-12-29]. ISSN 0022-278X. doi:10.2307/23018880. （原始内容存档于2021-01-31）.
- Fournier, Vincent. . Jeune Afrique. 2012-12-24: 1  [2012-12-29]. （原始内容存档于2013-10-12）.
- . Radio France International. 2013-03-24  [2013-03-24]. （原始内容存档于2013-03-24） （法语）.
- Krista Larson. . AP (Dakar, Senegal). 2013-03-28  [2013-03-29]. （原始内容存档于2013-04-11）.
- Lombard, Louisa. . 2013-03-25  [2013-03-29]. （原始内容存档于2021-02-03）.
- RFI. . RFI. 2013-03-24  [2013-03-24]. （原始内容存档于2013-03-24）.
- Marboua, Hyppolyte; Krista Larson. . AP (Ban). 2018-03-18  [2013-03-29]. （原始内容存档于2013-10-17）.
- Aboa, Ange; Paul-Marin Ngoupana. . Reuters AltertNet (Bangui). 2013-03-25  [2013-03-29]. （原始内容存档于2013-04-16）.
- AFP. . Le Point.fr. 2013-03-27  [2013-03-29]. （原始内容存档于2015-06-22）.
- Aboe, Ange. . Bangui. 2013-03-28  [2013-03-29]. （原始内容存档于2013-04-01）.
- . BBC. 2013-03-26  [2013-03-29]. （原始内容存档于2021-03-09）.
- BBC News - Profile: Central African Republic's Michel Djotodia （页面存档备份，存于）

| 官衔                     | 官衔                             | 官衔                            |
| ------------------------ | -------------------------------- | ------------------------------- |
| 前任者： 弗朗索瓦·博齐泽 | 中非共和国总统 2013年至2014年1月 | 繼任者： 亞歷山大·費迪南·恩根代 |